# فاسيل شيرويو
فاسيل شيرويو (بالرومانية: Vasile Chiroiu)‏ (مواليد 13 أغسطس 1910) هو لاعب كرة قدم. يلعب مع منتخب رومانيا لكرة القدم. سبق له أن لعب في كأس العالم لكرة القدم مع منتخب بلاده.

## روابط خارجية
- فاسيل شيرويو على موقع الاتحاد الدولي (مؤرشف)  (الإنجليزية)
- فاسيل شيرويو على موقع قاعدة بيانات كرة القدم.إي يو (الإنجليزية)
- فاسيل شيرويو على موقع ناشيونال فوتبول تيمز (الإنجليزية)
- فاسيل شيرويو على موقع Soccerway.com (الإنجليزية)
- فاسيل شيرويو على موقع عالم كرة القدم.نت (الإنجليزية)